# Мазепа (опера)
«Мазепа»  — опера на 3 дії 6 картин російського композитора Петра Ілліча Чайковського, лібрето В. Буреніна за поемою «Полтава» Олександра Пушкіна. Перша постановка — Москва, Большой театр, 3 лютого 1884 року під орудою Іполита Альтані; Петербург, Маріїнський театр, 6 лютого 1884 року під орудою Е. Направника. Основною метою створення опери було спаплюження образу українського гетьмана та применшення його заслуг.

## Створення і постановки
Опера Чайковського — не перша спроба перенесення на музичну сцену поеми Пушкіна. Ще в 1859 р. у Великому театрі (Петербург) була поставлена однойменна опера Б. Фітінгофа-Шеля, пізніше виконана в Москві (1866) і Києві (1879), твір дилетантський і неоригінальний. На той же сюжет почав писати оперу К. Давидов, але не довів її до кінця, а лібрето В. Буреніна перейшло до Чайковського, який створював оперу з літа 1881 по кінець квітня 1883 р. у роки реакції, що настала після вбивства Олександра II народовольцями, в умовах страт і придушення вільної думки.
Замовлення цієї опери було пов'язано із бажанням російської влади створити міф про Мазепу на противагу європейському, що зображував гетьмана у героїчних барвах (поема Байрона, симфонічна поема Ф. Ліста). Перші постановки опери не мали значного успіху, однак після деяких коректив, зроблених автором, опера поступово завоювала популярність. В радянські часи опера швидко потрапила до репертуару театрів. У Києві опера ставилася в 1950-ті роки українською мовою у перекладі М. Рильського, зберігся запис арії Мазепи у виконанні Михайла Гришка
1 липня 2017 року «Мазепу» поставили в Харківській опері в українському перекладі (проте без останньої сцени). Прем'єру було присвячено 330 річчя обрання Івана Мазепи гетьманом України. Режисер — Армен Калоян; переклад ліберто — Лонгин Цегельський і Дмитро Чутро (1933 р.). Прем'єра отримала неоднозначні відгуки в професійних колах.

## Характеристика
«Мазепа» — гостро конфліктна, яскраво драматична опера, в якій присутні трагічні образи (Кочубей, Любов, Мазепа), ліричні (Марія, Андрій), та гостро характерні (П'яний козак), а також жанрово-побутові, обрядові сцени із зображенням народного життя. Кожний з героїв опери, від основних до епізодичних, являє собою закінчений характер. Тут Чайковський виступає як майстер психологічного портрета. В образі гетьмана Мазепи найяскравішою є лірична арія («О Маріє»), що підкреслює його любов до дочки Кочубея і згодом ставила у незручне положення покоління російських музикознавців.
Контрастність як основний принцип драматургії визначає весь розвиток дії й кожного з героїв. Чайковський використовує цей принцип глибоко й тонко. Такі контрасти, зокрема створюють характерні сцени П'яного козака та лірична колискова божевільної Марії над трупом Андрія.

## Сюжет
Картина перша. Розкішний сад біля будинку Кочубея на околицях Полтави. Подруги дочки Кочубея Марії ворожать про наречених. Марія відмовляється від веселої прогулянки — її серце палає любов'ю до сивочолого гетьмана Мазепі. Марію кохає молодий козак Андрій і говорить їй про своє почуття, але дарма. Тим часом Кочубей з пошаною приймає знатного гостя. Мазепа задоволений привітною зустріччю. Залишаючи гостинний будинок, він просить у Кочубея руки Марії. Кочубей обурений пропозицією сімдесятирічного старого. Спалахує сварка. На шум збігаються гості, з ними Марія, її мати Любов, друг Кочубея полковник Іскра, Андрій. Розгніваний Мазепа призиває свою збройну свиту й пропонує Марії вибір між ним і рідними. Після болісних коливань дівчина кидається в обійми Мазепи. Друзів, що намагаються удержати Марію, зустрічають оголені шаблі сердюків. Мазепа погрожує Кочубею помстою.
Картина друга. У будинку Кочубея зібралися вірні друзі. Скорботу батька розділяє його жінка Любов, козаки Іскра й Андрій. Кочубей вирішив викрити задуми Мазепи вступити у союз зі шведами проти Росії. Донос на гетьмана береться доставити у Москву Андрій.
Картина третя. У підземеллі мучиться закований у ланцюзі Кочубей. План його провалився: Петро не повірив доносу й видав Кочубея гетьманові. Ранком страта. Кат Орлик, вірний служник гетьмана, допитує його, вимагаючи, щоб той указав, де знаходяться його скарби. Старий маніпулює і розповідає про три скарби: про свою честь і честь доньки та про жагу помсти, що наповнює його душу.
Картина четверта. Багато убрані кімнати Мазепи. Його опановують сумніви: що буде з Марією, коли вона довідається про страту батька? Але почуття до Марії не зупиняють Мазепу. Він повторює Орликові свій наказ — до ранку готувати страту. Марія, не знаючи про страту, як і раніше гаряче любить його. Але їй здається, начебто гетьман до неї охолонув. Щоб розсіяти її підозри, Мазепа утаємничує Марію у свої честолюбні плани. Марія клянеться йому у вірності. До замку Мазепи таємно пробралася Любов, щоб повідомити донці звістку про майбутню страту батька. Любов молить дочку вмилостивити гнів гетьмана й урятувати старого Кочубея. Приголомшена Марія падає без тями.
Картина п'ята. Поле на околицях Білої Церкви, резиденції Мазепи. Усе готово до страти. Навколо ешафота юрбиться схвильований народ. Два кати, збройні загони сердюків й, нарешті, сам гетьман очолюють хід засуджених. Народ співчуває Кочубею й Іскрі. У момент страти вбігають Марія й Любов. Але пізно — Кочубея покарано. Марія божеволіє.
Картина шоста. Ніч після Полтавського бою. Запущений сад, напівзруйнована тераса кочубейового будинку. Російські гвардійці переслідують солдатів шведської та української армій, що зазнали поразки. Серед них Андрій, він шукає гетьмана, який втік з поля бою. Побачивши Мазепу, він кидається на нього з оголеною шаблею, але отримує кулю з пістолета. Виходить збожеволіла від горя Марія. Вражений Мазепа намагається заспокоїти її, але Марія не впізнає його. До Мазепи підходить Орлик і нагадує, що час тікати, і Мазепа знову підхоплюється на коня. Марія схиляється над пораненим Андрієм, але не впізнає і його. Козак умирає під колискову пісню божевільної Марії.